# Castillo de Freixe
El castillo de Freixe, del que sólo han subsistido la torre adosada a la iglesia de San Nicolás y restos de algunos muros, es una de las construcciones del repoblamiento cristiano que se afirmó en la zona central y sur de la comarca de Noya en el siglo X.

## Ubicación
La iglesia y la torre anexionada al ángulo oeste, están encaramados sobre una colina cercana a Can Freixe (ahora masía Capell) en la orilla izquierda del Noya, aguas abajo del Bardorc, en el sector meridional del término.

## Historia del conjunto
Las primeras noticias del castillo de Freixe son del año 955, en que se menciona el nombre de «frexano» en la carta de repoblación dada por el vizconde de Barcelona Guitard en la que cede unas tierras a los repobladores que se comprometan a cultivarlas y a edificar una torre de defensa. El año 1006 vuelve a aparecer el lugar de Freixe en un acto de venta hecho por Udalardo, vizconde de Barcelona demostrando que en el siglo XI, el lugar y la fortaleza de Freixe aún se encontraba en el dominio de la casa vizcondal barcelonesa. El 1041 la vizcondesa Riquilda donó a su hijo Guislaberto, obispo de Barcelona, todo lo que ella poseía en Freixe. En otro momento, el castillo de Freixe fue dado a Santa María de Solsona.
Al inicio del siglo XII ya encontramos documentada una familia apellidada de Freixe que ocupaba la castellanía. Al final de este siglo, el castellano Ramón de Fresno se negaba a rendir homenaje al monasterio de Santa María de Solsona y esta disputa no se acaba hasta el siglo XIII cuando el paborde de Solsona y Guillermo de Freixe se comprometen a respetar la sentencia arbitral que dictaminaba cuáles eran los dominios de los castellanos y cuáles los de la señoría. El tema se resolverá definitivamente cuando en 1283 el paborde Ponç de Vilaró compró a Simón de Freixe todos los derechos que este tenía sobre la fortaleza de Freixe.
En el censo de 1365-1370 contaba con 18 fuegos y pertenecía al paborde de Solsona. En 1386, el Infante Juan I de Aragón vendió a Berenguer de Tous la jurisdicción del castillo de Freixe y otros castillos. El 1413, encontramos de nuevo un pleito por diezmo entre la iglesia de Solsona y el rector de Piera. En el siglo XVII pertenecía al caballero Luis de Foixà.

## Arquitectura
Los restos del castillo corresponden a una torre circular de unos 5,4 m de diámetro externo que hoy alcanza unos 6,5 m de altura. Ahora, de manera forzada, forma parte del templo, construido posteriormente. Bastida con guijarros irregulares, ni siquiera desbastados, con otros sillares de piedra pómez. También aparecen numerosas cuñas y piezas de cerámica. Se supone que la torre data del siglo XI.

## San Nicolás de Freixe (o del Decimotercero)
Esta iglesia románica, situada dentro del antiguo término del castillo de Piera, fue siempre sufragánea, primero de Santa María de Piera, después de Santiago de Sesoliveres y más adelante de Santa María de Solsona. Actualmente es una simple capilla de Santiago de Sesoliveres y ha sido restaurada hace unos años.
Compuesta por una nave larga y estrecha cubierta por una bóveda peraltada que tiende a la forma apuntada, rematada a levante por un ábside semicircular y cubierto con bóveda de un cuarto de esfera que se abre a la nave por un simple resalte.
Dadas las características del edificio, seguramente se construyó en dos etapas consecutivas entre los siglos XI y XII.